# Baekdu Hill
Baekdu Hill är en kulle i Antarktis. Den ligger i Sydshetlandsöarna. Argentina, Chile och Storbritannien gör anspråk på området. Toppen på Baekdu Hill är 43 meter över havet.
Terrängen runt Baekdu Hill är kuperad åt nordost, men åt sydväst är den platt. Havet är nära Baekdu Hill åt sydväst. Trakten är glest befolkad. Närmaste befolkade plats är Escudero Station, 11,5 kilometer väster om Baekdu Hill. 